# Pilar Cabrera
Pilar Cabrera (n. Granada, 1964) es una organista española. 
En la actualidad (y desde junio de 2006), es la organista del Órgano Allen de cuatro teclados de la Catedral de Valladolid. Desde 2004 es también organista de la Iglesia de Santa María en Cubillas de Santa Marta (Valladolid).

## Biografía
En el seno de una familia de músicos, Pilar Cabrera comenzó los estudios musicales de la mano de sus padres. Realiza estudios de órgano con Adalberto Martínez Solaesa en Málaga, finalizándolos con José Enrique Ayarra en Sevilla. En 1981 fue galardonada con el Premio de Juventudes Musicales Granada y recibe la distinción de Concertista Juvenil del Año. En 1984 obtiene el Premio Nacional de Órgano en el Concurso Nacional de Jóvenes Intérpretes.
Continúa sus estudios en Alemania, en la Escuela Superior Robert Schumann de Düsseldorf, con máxima calificación y felicitación del Rector y de la Comisión examinadora. Así mismo, recibe clases de Daniel Roth en París y de Rosalinde Hass en Franckfurt.
Desde 1986 a 2004 fue organista del Gran Órgano Blancafort de la Iglesia de Nuestra Señora de la Encarnación de Marbella (Málaga).
Desde 2004 es organista de la Iglesia de Santa María en Cubillas de Santa Marta (Palencia) y desde 2006 es también la titular del Allen de cuatro teclados de la Catedral de Valladolid. Su vinculación con Valladolid le venía de años atrás, pues en 1989 participó en los eventos relacionados con la exposición Las Edades del Hombre y en 2002 en un Concierto de Homenaje a la Real Academia de Bellas Artes.

## Actividad concertística
Desde 2006 y hasta la actualidad, Pilar Cabrera lleva a cabo un ciclo de conciertos anual en la Catedral de Valladolid que se desarrollan bajo luz de vela denominado Música en la Catedral. De estos ciclos se han hecho varias grabaciones.
En 2002, fue la encargada de llevar a cabo el concierto de apertura del Ciclo desarrollado con motivo de la inauguración del nuevo Órgano Grenzing de la Catedral de Bruselas.
En 2003, fue la organista encargada del concierto del 50 Aniversario del Ciclo de conciertos llevado a cabo en la Catedral de Brujas. También inauguró la edición de 2003 del Festival Organalia de Turín.
Inauguró en 2005 el II Festival Internacional de Órgano de Toledo, que tuvo lugar en la Iglesia de Santo Tomé. Llevó a cabo un concierto en la Catedral de Málaga con el trompetista James Ghigi.
Participó en la inauguración del nuevo órgano Klais de la Basílica de Nuestra Señora del Pilar de Zaragoza. Ha llevado a cabo conciertos en los dos órganos de la Catedral de Salamanca, en la Catedral de Toledo, en el Auditorio Alfredo Kraus de Las Palmas de Gran Canaria y en el órgano Cavaillé-Coll de la Iglesia de Saint Antoine de París.

## Obras estrenadas
Pilar Cabrera ha estrenado obras de compositores afamados como el malagueño Miguel Pérez Díaz, el vallisoletano Jesús Legido (de cuyo Tríptico de Torreciudad hay grabación discográfica al Gran Órgano Allen de la Catedral de Valladolid), el inglés Ronald Watson o el italiano Guido Donati.